# Christine Penick
Christine Penick, née le 30 novembre 1956, est une judoka américaine. 

## Palmarès international
| Année | Compétition                | Lieu         | Résultat | Catégorie      |
| ----- | -------------------------- | ------------ | -------- | -------------- |
| 1980  | Championnats du monde      | New York     | 3e       | Moins de 66 kg |
| 1983  | Jeux panaméricains         | Caracas      | 1re      | Moins de 66 kg |
| 1985  | Championnats panaméricains | La Havane    | 1re      | Moins de 66 kg |
| 1987  | Jeux panaméricains         | Indianapolis | 3e       | Moins de 66 kg |
| 1988  | Championnats panaméricains | Buenos Aires | 1re      | Moins de 72 kg |